# Bedford (Anglia)
Bedford Bedfordshire székhelye Angliában 92 407 lakossal. A Bedfordshirei Megyei Tanács székhelye.

## Történelem
A város a kor középkorban mezőváros volt. 796-ban itt temették el Offa angolszász uralkodót. 886-ban határváros lett Wessex és Danelaw között. Itt székeltek Bedford bárói. 919-ben I. (idősebb) Eduárd angol király építette meg az első ismert erődöt az Ouse folyó dél oldalán. Ezt később a dánok lerombolták. II. Vilmos Paine de Beauchamp-nak adta Bedfordot, aki épített egy impozáns, erős kastélyt. 1224-ben a kastélyt lerombolták, ma már csak a domb őrzi emlékét.
1166-ban városi rangot kap és két embert küldhet az alsóházba. A település azonban egy kis, gyapjúval és annak feldolgozásával foglalkozó ipari központ lett. Az 1560-as évektől az angol csipkegyártásban vezető szerepet kap. Rengeteg szakképzett munkás érkezik Európából és telepedik le itt. Például flamandok, majd a hugenották. A csipke egészen a 20. század elejéig maradt fontos ipari munkaadója a város lakóinak.
Az Ouse folyó 1689-től vált hajózhatóvá Bedfordig. A városnak ezzel új kereskedelmi kapcsolata nyílt a világgal. 1660-tól 12 évig itt raboskodott John Bunyan író.
A 19. században indult meg a városban a fejlődés. 1832-ben gáz lámpákat szereltek fel, 1846-ban megépült a vasút és a gabonatőzsde, majd 1864-ben lerakták az első szennyvízcsatorna-hálózatot.

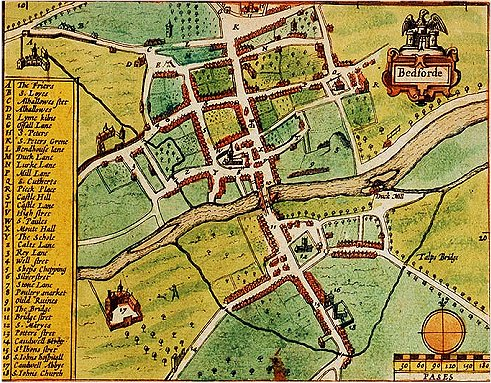
Bedford 1611-ben
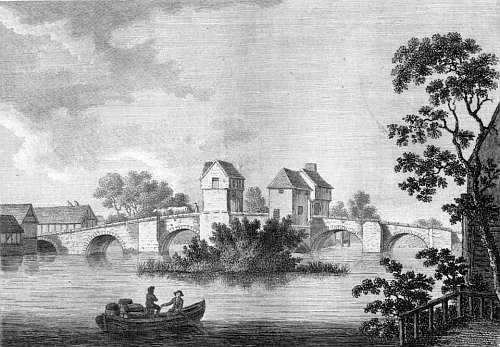
Bedford-híd
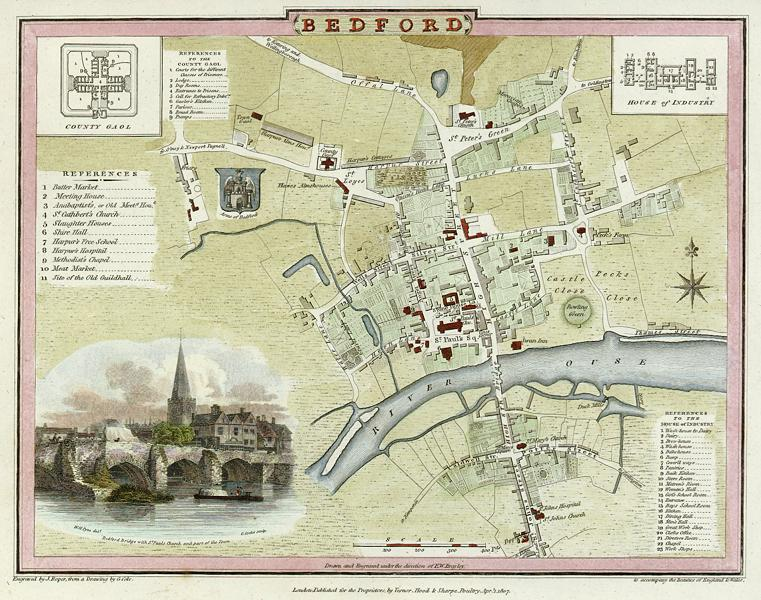
Bedford 1806-ban

## Népesség
Bedford az Angliában letelepedő olaszok központja. A 2001-es népszámláláson a város 30% vallotta magát olasz nemzetiségűnek. Ez a Londoni Téglaművek 1950-es évek Dél-Olaszországi munkástoborzásának köszönhető. Bedford olasz hangulatát visszaadja a rengeteg bár, étterem és egyesület. 1954 óta a városnak saját olasz nagykövete van.
Az olasz bevándorlókon kívül még dél-ázsiai (8,5%), kelet-európai (csak az utóbbi években) és jelentős görög kisebbségek találhatók meg a városban.
A városban magas számban képviselteti magát a katolikus vallás. Vannak még muszlim, zsidó és jehova közösségek. Található egy zsinagóga és számos imaház.

## Földrajz

### Éghajlata
| Hónap                                                                        | Jan  | Feb  | Már  | Ápr  | Máj  | Jún  | Júl  | Aug  | Sze  | Okt  | Nov | Dec  | Év    |
| ---------------------------------------------------------------------------- | ---- | ---- | ---- | ---- | ---- | ---- | ---- | ---- | ---- | ---- | --- | ---- | ----- |
| Átl. max (°C)                                                                | 6,4  | 6,9  | 9,7  | 12   | 15,7 | 18,6 | 21,5 | 21,5 | 18,2 | 14   | 9,5 | 7,2  | 13,5  |
| Átl. min (°C )                                                               | 0,8  | 0,6  | 2,3  | 3,6  | 6,2  | 9,3  | 11,5 | 11,6 | 9,7  | 6,6  | 3,3 | 1,8  | 5,6   |
| Átl. csapadék (mm)                                                           | 48,4 | 36,6 | 43,5 | 47,2 | 45,3 | 56,9 | 44,7 | 48,6 | 53,6 | 56,8 | 49  | 53,8 | 584.4 |
| Forrás: Metoffice Archiválva 2007. január 9-i dátummal a Wayback Machine-ben |      |      |      |      |      |      |      |      |      |      |     |      |       |

## Látnivalók

### Szent Pál templom
Az 1066-ban épült templom ma formáját a 13. században nyerte el. Tornya a város egyik jellegzetessége. John Bunyan és John Wesley is prédikált itt. 1865 és 1868 között a tornyot és a belsőt felújították. 1941-től a második világháború végéig a BBC innen sugározta napi adását.

### Első világháborús emlékmű

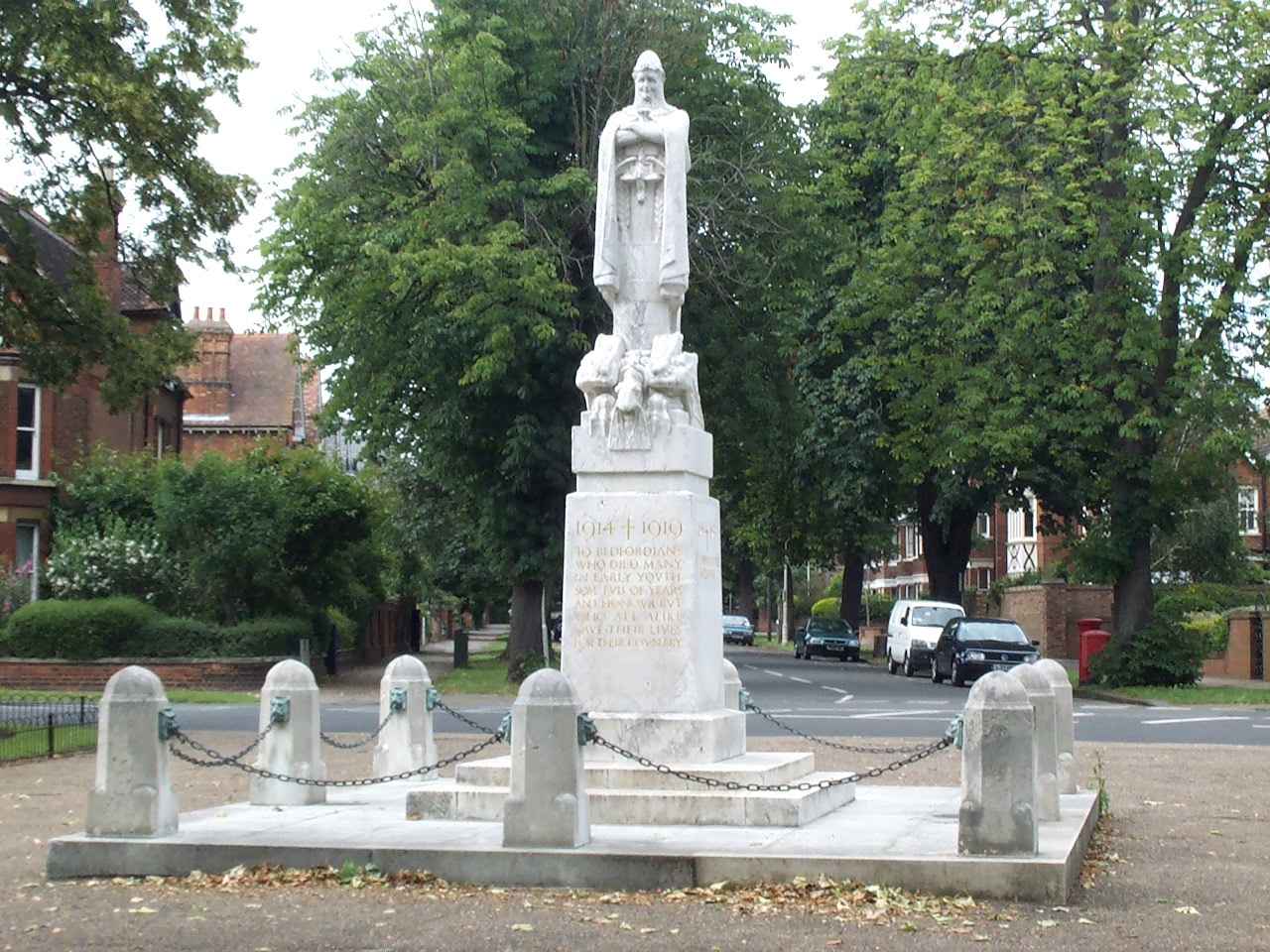
Első világháborús emlékmű

Az Ouse folyó keresztbe szeli át a várost. A partjára díszítésnek kertek és fákat telepítettek. Az egyik ilyen kertben állították fel 1921-ben az első világháborús emlékművet. Charles Sargeant Jagger által tervezett szobor oldalán egy lovag látható, amint legyőz egy sárkányt.

## Kultúra

### Oktatás
Bedfordban számos iskola található:
- Bedford School – 7-18 éveseknek
- Bedford Modern School – először fiúiskola, majd 2003-tól koedukált intézményként működik, 7-18 éveseknek
- Bedford High School – lányiskola, 7-18 éveseknek
- Dame Alice Harpur School – lányiskola, 7-18 éveseknek
- Pilgrims Pre-Preparatory School – 3-7 éveseknek

### Múzeumok
- Cecil Higgins Gallery – Jelentős festmény, nyomat és rajz gyűjteményén kívül még kerámiák és üveg tárgyak vannak kiállítva itt.
- Bedford Museum – helytörténeti gyűjtemény

### Fesztiválok
- The River Festival (A folyó fesztivál) – minden második év júliusának elején kerül megrendezésre. Két napig tart, általában 200 000-250 000 látogatnak ki. Ez Angliában a második legnagyobb rendszeres fesztivál a Notting Hill Carnival után.[4]
- Bedford Regatta – evezős verseny. Minden májusban megrendezik az egy napos rendezvényt.

## Sport

### Rögbi
Bedfordnak két rögbicsapata van: a Bedford Blues és a Bedford Athletic. 2004 óta egy ligarögbis is: a Bedford Tigers.

### Labdarúgás
A Bedford Town FC a hetedik ligában, míg a Bedford Valerio United FC a 11. ligában játszik.

## Közlekedés

### Vasút
A városban két vasútállomás található:
- Bedford (Midland) a Midland fővonalra (London - Leeds) csatlakozik.
- Bedford St Johns az utolsó előtti állomás Marston Vale vonalon.

### Autóutak
Bedfordon áthalad az A6-os főút és az észak-dél irányú autópályák közül kettő: az M1-es és az A1-es. Az elkerülő utat, az A421-t 2007-ben adták át.

## Testvérvárosai
- Bamberg, Németország
- Arezzo, Olaszország
- Rovigo, Olaszország
- Włocławek, Lengyelország

## Híres bedfordiak
1. Harold Abrahams, 1924-es nyári olimpia 100 méteres sprintfutás bajnoka
2. Sam Baldock, MK Dons labdarúgója
3. Frederick Gustavus Burnaby, utazó, felfedező
4. Calum Davenport, West Ham United labdarúgója
5. Trevor Huddleston, püspök
6. Matt Skelton, nehézsúlyú bokszoló
7. William Hale White, író

## Fordítás
- Ez a szócikk részben vagy egészben  a   Bedford című angol Wikipédia-szócikk ezen változatának fordításán alapul.  Az eredeti cikk szerkesztőit annak laptörténete sorolja fel. Ez a jelzés csupán a megfogalmazás eredetét és a szerzői jogokat jelzi, nem szolgál a cikkben szereplő információk forrásmegjelöléseként.